# Reprezentacja Związku Radzieckiego w piłce siatkowej mężczyzn
Reprezentacja Związku Radzieckiego w piłce siatkowej mężczyzn – najbardziej utytułowana drużyna narodowa w historii męskiej siatkówki. Reprezentował on ZSRR w meczach i turniejach międzynarodowych organizowanych przez FIVB i CEV.

## Sukcesy reprezentacji ZSRR

### Igrzyska olimpijskie
Czołowe miejsca zajmowane przez reprezentację ZSRR na igrzyskach olimpijskich
- 1. miejsce (1964, 1968, 1980)
- 2. miejsce (1976, 1988)
- 3. miejsce (1972)

### Mistrzostwa Świata
Czołowe miejsca zajmowane przez reprezentację ZSRR na mistrzostwach świata:
- 1. miejsce (1949, 1952, 1960, 1962, 1978, 1982)
- 2. miejsce (1974, 1986)
- 3. miejsce (1956, 1966, 1990)

### Mistrzostwa Europy
Czołowe miejsca zajmowane przez reprezentację ZSRR na mistrzostwach Europy:
- 1. miejsce (1950, 1951, 1967, 1971, 1975, 1977, 1979, 1981, 1983, 1985, 1987, 1991)
- 3. miejsce (1958, 1963)

### Puchar Świata
- 1. miejsce (1965, 1977, 1981, 1991)
- 2. miejsce (1985)
- 3. miejsce (1969, 1989)